# Ragheed al-Tatari
Ragheed al-Tatari (en arabe : رغيد الططري) ou Raghid Ahmad al-Tatari, est un ancien aviateur militaire essentiellement connu pour avoir été le plus ancien détenu politique syrien. En 1981, après la fuite d'un autre aviateur vers la Jordanie car ils refusent de bombarder Hama, il est arrêté par les services de renseignements syriens. Il a été détenu dans différentes prisons du régime syrien depuis lors.

## Arrestation et procès
En 1981, l'un des collègues de Ragheed al-Tatari, qui refuse de bombarder Hama, s'enfuit avec son avion pour la Jordanie. Ragheed al-Tatari et ses collègues sont alors arrêtés et détenus par les services de renseignement de l'armée de l'air. Ensuite, pendant plusieurs années, ni sa femme ni personne n'a aucune nouvelle,,.

## Détention
Ragheed al-Tatari est détenu dans des prisons militaires : trois ans à la prison de Mezzeh, seize ans à la prison de Tadmor, et onze ans à la prison de Saidnaya. En 2011, avec le soulèvement révolutionnaire syrien, le régime arrête des milliers de manifestants et fait de la place dans ses prisons : des centaines d'islamistes radicaux sont libérés, tandis que Raghhed al-Tatri est transféré à la prison civile d'Adra.
En 2023, toujours incarcéré après 41 années de détention, Ragheed Al-Tatari, était, selon le président de l’Association des détenus et des disparus de la prison de Saidnaya (ADMSP), le plus ancien prisonnier politique du monde. Réfugié au Canada, son fils Waël al-Tatari, né peu après son arrestation, militait pour la libération de son père.
Le 8 décembre 2024, après 43 ans de détention arbitraire, il est enfin libéré lors de la prise de la prison d'Adra par les rebelles après leur entrée dans Damas .